# Johnny Logan
Johnny Logan (sanh ngày 13 tháng 5 năm 1954) là một ca sĩ và nhạc sĩ người Ái Nhĩ Lan. Ông ta được biết đến là người duy nhất mà đã đạt được giải Eurovision Song Contest 2 lần, năm 1980 và 1987. Logan cũng đã sáng tác bản nhạc mà đã đoạt giải này năm 1992.
Logan lần đầu tiên đoạt giải Eurovision Song Contest năm 1980, với bản nhạc "What's Another Year" được viết bởi Shay Healy. Cho Eurovision Song Contest 1984, Logan sáng tác bản "Terminal 3" mà đạt được hạng nhì, trình diễn bởi Linda Martin. Ông ta đã thắng giải này lần thứ 2 vào năm 1987 với "Hold Me Now", mà chính ông ta đã viết ra. Ông ta lại thành công một lần nữa vào năm 1992, với tư cách là nhà soạn nhạc cho bản nhạc mà Linda Martin đã thắng giải "Why Me?".